# Amédée Guillemin
Amédée Victor Guillemin (født 5. juli 1826 i Pierre-de-Bresse (Saône-et-Loire), død 2. januar 1893 sammesteds) var en fransk forfatter.
Guillemin har vundet et navn som populær naturvidenskabelig forfatter, fornemmelig af astronomiske bøger, hvoraf fremhæves: Les mondes (1864), Le ciel (1864, 5. udgave 1877, oversat på dansk af Adam Paulsen: Universet, 1882), La lune (1866, 5. udgave 1878), Le soleil (1869).